# Crisi del Niger del 2023
La crisi del Niger del 2023 ha avuto inizio in seguito al colpo di stato in Niger avvenuto il 26 luglio 2023, durante il quale il generale Abdourahamane Tchiani, comandante della guardia presidenziale, ha deposto il presidente Mohamed Bazoum, istituendo il Consiglio Nazionale per la Salvaguardia della Patria. In risposta a quanto accaduto, il 30 luglio la Comunità Economica degli Stati dell'Africa Occidentale (ECOWAS) ha emesso un ultimatum, dando ai leader del colpo di Stato in Niger una settimana per reintegrare Bazoum, con la minaccia di sanzioni internazionali e di un potenziale intervento militare. Il 6 agosto tuttavia, allo scadere dell'ultimatum, non si è verificato nulla e solamente il 10 agosto l'ECOWAS ha attivato la sua forza di pronto intervento. Tutti gli stati membri dell'ECOWAS, ad eccezione di Capo Verde, si sono impegnati a preparare le proprie forze ad un possibile intervento armato contro la giunta nigeriana per reinsediare Bazoum. Al contrario, le giunte militari di Burkina Faso e Mali hanno annunciato che, se l'ECOWAS fosse intervenuto, avrebbero inviato truppe a sostegno di Tchiani, formando al contempo un patto di mutua difesa con il Niger. La crisi terminò solamente il 24 febbraio 2024, mesi dopo il ritiro delle truppe francesi.

## Antefatti

### Il colpo di stato in Niger

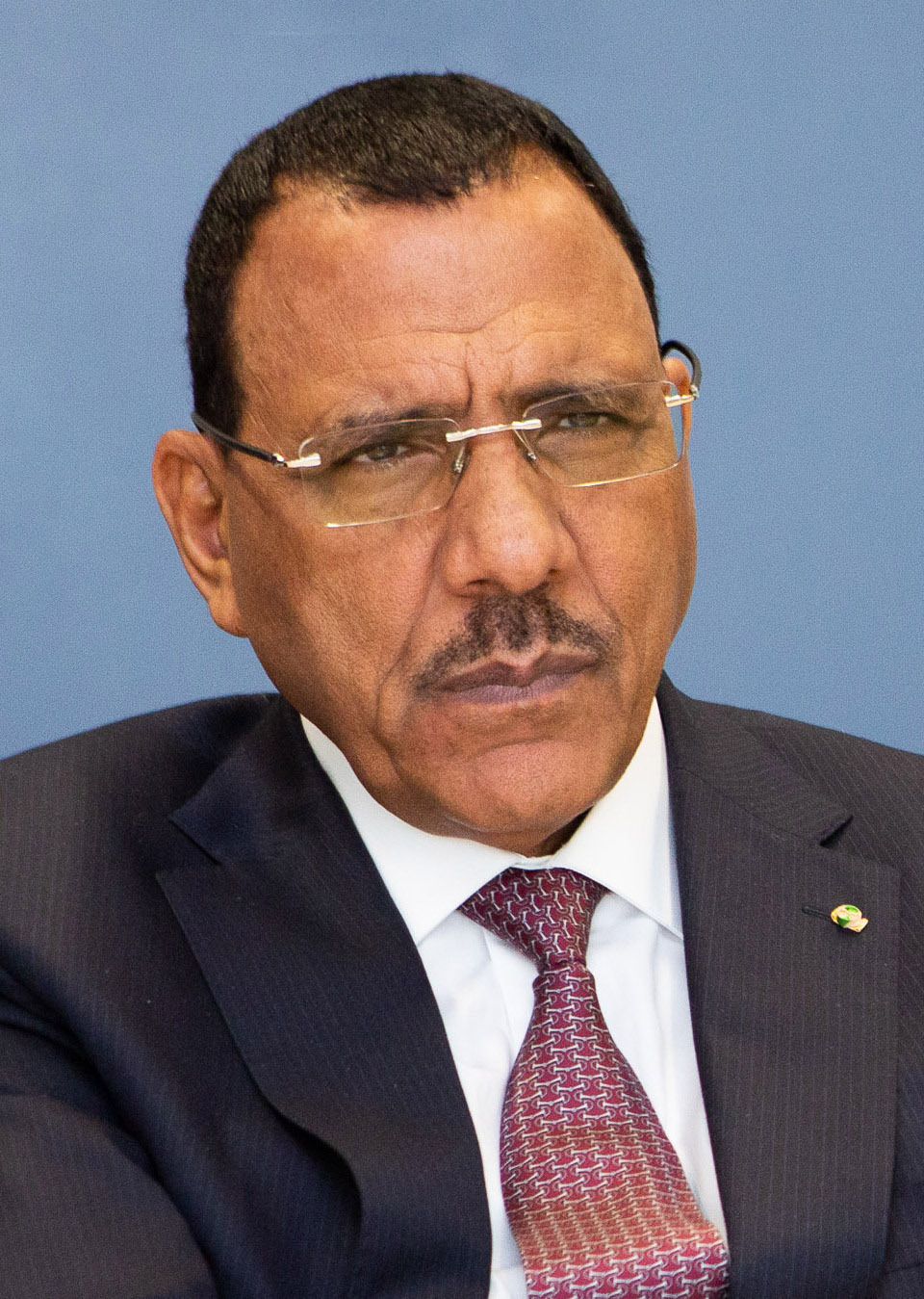
Fotografia raffigurante Mohamed Bazoum, presidente nigerino deposto durante il colpo di stato

Il 26 luglio 2023, il presidente Mohamed Bazoum e la sua famiglia sono stati arrestati, in seguito ad un rapido colpo di stato è stato guidato dal generale Abdourahamane Tchiani, leader della guardia presidenziale, che Bazoum aveva pianificato di sollevare dal suo incarico, pur essendo grazie a quest'ultimo che nel 2021 fu sventato un altro colpo di stato. In serata, il colonnello maggiore dell'Aeronautica Amadou Abdramane ha annunciato alla televisione di stato che Bazoum era stato rimosso dal potere, che la costituzione e le istituzioni democratiche erano soppresse e che il potere era in mano ad una giunta militare, il Consiglio Nazionale per la Salvaguardia della Patria. Affermò inoltre che era stato istituito un coprifuoco, e scoraggiò ogni possibile intervento militare da parte di altri paesi. Successivamente fu annunciata anche la sospensione delle attività di tutti i partiti politici nigerini fino a nuovo ordine. Nonostante la sua detenzione, Bazoum ha rifiutato di dimettersi, e il suo ministro degli esteri Hassoumi Massaoudou ha dichiarato a France 24 che il "potere legale e legittimo" del paese era ancora in mano al presidente, dichiarandosi al contempo capo di stato e invitando alla resistenza contro il colpo di Stato. Tuttavia, le forze armate hanno ribadito la loro fedeltà a Tchiani, che il 28 luglio si è proclamato presidente della giunta, la quale ha sin da subito incontrato l'ostilità dell'ECOWAS.

### Influenza estera in Niger
Gli Stati Uniti, la Francia e molti altri paesi erano coinvolti nella situazione in Niger a causa dell'insurrezione islamista nel Sahel, iniziata il 15 febbraio 2011. Stati Uniti, Francia e Turchia hanno basi militari nel paese, e nel 2022 è diventato una base per le operazioni antiterrorismo della Francia dopo il suo abbandono del Mali e del Burkina Faso a seguito di una serie di colpi di stato militari e di sentimenti antifrancesi che hanno spianato la strada all'influenza russa e all'ingresso del Gruppo Wagner nella regione.

## Storia

### Luglio

#### 29 luglio
In una dichiarazione letta da Abdramane su Télé Sahel, il Consiglio Nazionale per la Salvaguardia della Patria accusò l'ECOWAS di voler approvare "un piano di aggressione contro il Niger attraverso un imminente intervento militare a Niamey sostenuto dai paesi occidentali" e ha avvertito della "forte determinazione" della giunta a difendere il paese. Nel frattempo, l'Unione Africana lanciò un ultimatum: se i soldati non fossero "tornati immediatamente e incondizionatamente nelle loro caserme e non avessero ripristinato la democrazia costituzionale, entro un massimo di quindici giorni", il blocco sarebbe stato costretto a intraprendere "le azioni necessarie, comprese le misure punitive contro i responsabili". I membri del Consiglio di Sicurezza delle Nazioni Unite condannarono fermamente il colpo di Stato, esprimendo sostegno all'ECOWAS e all'UA.

#### 30 luglio

##### Ultimatum e sanzioni dell'ECOWAS

Situazione dei paesi membri dell'ECOWAS in seguito al colpo di stato in Niger

Il 30 luglio, l'ECOWAS lanciò un ultimatum alla giunta militare affinché Bazoum fosse reintegrato come presidente entro una settimana. La risposta nei confronti della giunta differisce drasticamente dalle misure adottate con i recenti colpi di stato in Mali, Burkina Faso e Guinea, che non prevedevano la minaccia dell'uso della forza per ripristinare il governo rovesciato. L'ECOWAS ha inoltre annunciato "sanzioni immediate" nei confronti del Niger, tra cui la chiusura delle frontiere terrestri e aeree, l'imposizione di una no-fly zone su tutti i voli commerciali da e per il Niger e la sospensione di tutte le transazioni commerciali e finanziarie tra l'ECOWAS e il Niger.

##### Manifestazioni pro-golpe a Niamey
In una marcia su richiesta di Tchiani e organizzata dal Movimento M62, migliaia di nigerini pro-golpe si riunirono in Place de la Concertation a Niamey, di fronte all'Assemblea Nazionale, e si sono diretti verso l'Ambasciata francese portando bandiere nigerine, russe e nordcoreane, con slogan come "Abbasso la Francia, fuori Barkhane, non ci importa dell'ECOWAS, dell'Unione Europea e dell'Unione Africana! ", "Arrestate gli ex dignitari per restituire i milioni rubati" e "Abbasso la Francia, fuori Barkhane! Abbasso la Francia, viva Putin!". I manifestanti hanno anche chiesto un intervento immediato del Gruppo Wagner. Durante la marcia, gli ingressi delle ambasciate francese e americana sono stati chiusi. In risposta all'attacco alla sua ambasciata, il governo francese avvertì che gli eventuali attacchi ai suoi cittadini, al personale militare e ai diplomatici avrebbero portato a una risposta immediata.

#### 31 luglio
Su richiesta dell'ECOWAS, il presidente del Ciad Mahamat Déby incontrò Tchiani e Bazoum nel palazzo presidenziale di Niamey in funzione di mediatore. La presidenza ciadiana ha diffuso le immagini dell'incontro, che segna la prima apparizione di Bazoum dopo il colpo di Stato. Nel frattempo, la Banca Centrale degli Stati dell'Africa Occidentale (BCEAO) cancellò la prevista emissione di 30 miliardi di franchi CFA (51 milioni di dollari) da parte del Niger sul mercato del debito regionale dell'Africa Occidentale.

### Agosto

#### 1 agosto
La giunta militare annuncia la riapertura delle frontiere del Niger con Algeria, Burkina Faso, Mali, Libia e Ciad.

#### 2 agosto
In tutte le città del Niger sono stati segnalati blackout a catena, che l'azienda elettrica statale Nigelec ha imputato alla Nigeria, che ha interrotto le forniture. Mentre la Transmission Company of Nigeria ha rifiutato di commentare, una fonte anonima ha detto alla BBC che la mossa ha seguito una direttiva del presidente Bola Tinubu. Intanto, la Banca Mondiale sospese gli esborsi al Niger fino a nuovo avviso e i capi militari degli stati dell'ECOWAS si riunirono ad Abuja per discutere di come risolvere la situazione.

#### 3 agosto

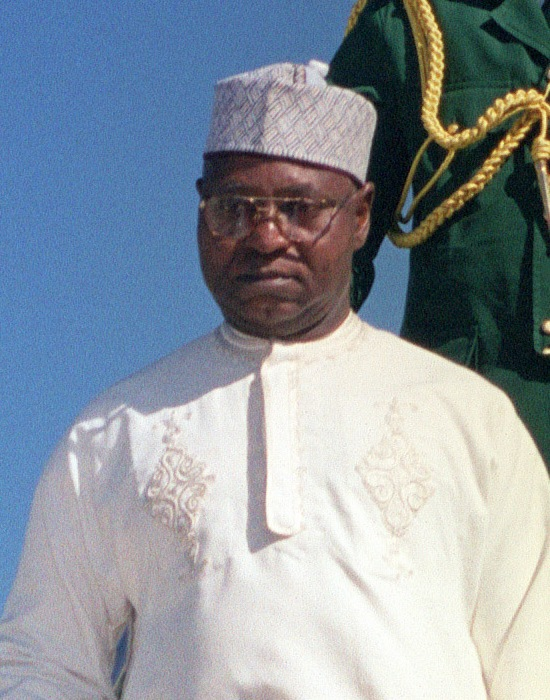
Fotografia raffigurante Abdulsalami Abubakar

L'ECOWAS, il 3 agosto 2023, inviò in Niger un'altra delegazione per negoziare con la giunta, questa volta guidata dal leader militare nigeriano Abdulsalami Abubakar e comprendente anche il Sultano di Sokoto, Muhammadu Sa'ad Abubakar, e Omar Touray, presidente della commissione. Abdel-Fatau Musah, commissario dell'ECOWAS per gli affari politici, la pace e la sicurezza, dichiarò che "l'opzione militare è l'ultima opzione sul tavolo, l'ultima risorsa, ma dobbiamo prepararci all'eventualità" Tuttavia, i delegati non furono in grado di incontrare Tchiani e altri membri della giunta e hanno lasciato il giorno stesso. Lo stesso giorno si tenne un'altra manifestazione pro-golpe a Niamey in occasione del 63º Giorno dell'Indipendenza del Niger. Questa volta, le forze di sicurezza bloccarono le strade che conducono alle ambasciate francese e statunitense, per prevenire attacchi e vandalismi.

#### 4 agosto
Le truppe nigeriane vengono posizionate sul confine nigerino.

#### 5 agosto
Il Consiglio Nazionale per la Salvaguardia della Patria, attraverso il generale Salifou Mody, chiese formalmente l'assistenza del Gruppo Wagner durante la sua visita in Mali, in caso di scontro militare con le forze dell'ECOWAS. Intanto, dopo un colloquio a Parigi con l'ex primo ministro nigerino Ouhoumoudou Mahamadou, il ministro degli esteri francese Catherine Colonna annunciò il sostegno della Francia ad un eventuale intervento dell'ECOWAS, senza però specificare se, in caso, avrebbe fornito supporto militare.

#### 9 agosto
Rhissa Ag Boula accusò la giunta di aver "orchestrato una tragedia" e ha annunciato la formazione del Consiglio di Resistenza per la Repubblica (CRR), che mira a rovesciare la giunta e a riportare Bazoum in carica. Ha inoltre dichiarato di sostenere l'intervento internazionale dell'ECOWAS e di altri paesi. Un altro membro del CRR ha dichiarato che diverse figure politiche nigerine si sono unite al gruppo, ma si sono rifiutate di uscire pubblicamente per motivi di sicurezza. Nel frattempo, la giunta arrestò il figlio dell'ambasciatore del Niger in Francia, Aïchatou Boulama Kané, che si era rifiutato di lasciare il suo posto dopo che Tchiani ne aveva ordinato il licenziamento. Verso sera, i ministri degli Esteri del Mali e del Burkina Faso inviarono una lettera congiunta alle Nazioni Unite e all'Unione Africana, chiedendo al Consiglio di Sicurezza delle Nazioni Unite e al Consiglio di Pace e Sicurezza dell'Unione Africana di impedire qualsiasi azione militare contro il Niger. La giunta, inoltre, accusò la Francia di aver rilasciato 16 "elementi terroristici" che in seguito hanno sferrato un attacco a un'unità della Guardia Nazionale a 30 chilometri dalla miniera d'oro di Samira Hill nella regione di Tillabéri, uccidendo cinque soldati e ferendone quattro.

#### 10 agosto

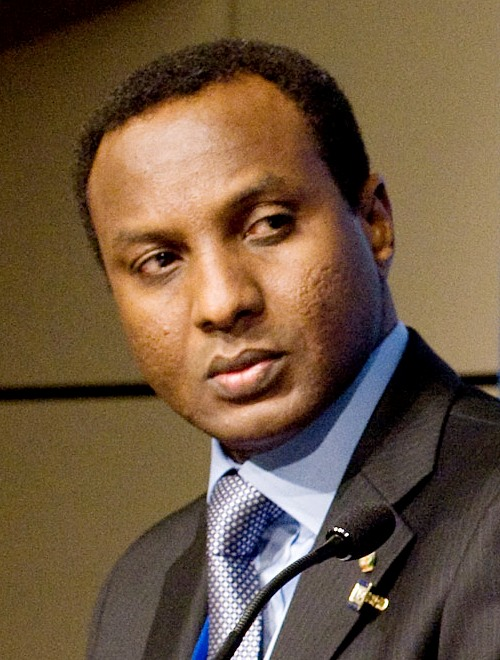
Fotografia risalente al 2008 di Ali Lamine Zeine, primo ministro del governo nigerino golpista

La giunta, il 10 agosto 2023, annunciò la formazione di un nuovo governo per il Niger, guidato dal primo ministro Ali Lamine Zeine, sostenitore del golpe.

#### 15 agosto
Il 15 agosto avvenne l'incontro tra Zeine ed il primo ministro del Ciad Saleh Kebzabo. Al suo ritorno, Zeine annunciò che la giunta ha "ribadito" il suo sostegno al dialogo, ma "ha insistito sulla necessità che il paese sia indipendente". Contemporaneamente, in una telefonata con il leader della giunta maliana, Assimi Goïta, il presidente russo Vladimir Putin ha ribadito il suo sostegno all'uso di "mezzi politici e diplomatici esclusivamente pacifici" per risolvere la crisi del Niger. Gli Stati Uniti, d'altro canto, ancora si rifiutavano di definire colpo di stato ciò che stava accadendo in Niger, cosa che faranno solamente il 6 ottobre.

#### 17 agosto
Il 17 agosto 2023 i capi militari dell'ECOWAS si incontrarono in una riunione di due giorni ad Accra, in Ghana, per discutere di un possibile intervento militare contro la giunta, dichiarando che tutti gli stati membri attivi, ad eccezione di Capo Verde, erano pronti a partecipare alla forza di attesa per ripristinare Bazoum. Lo stesso giorno, il ministro degli esteri tedesco Annalena Baerbock invitò l'UE a imporre sanzioni alla giunta, mentre il generale di divisione statunitense J. Marcus Hicks, ex comandante del comando delle operazioni speciali in Africa, ha dichiarato in un'intervista alla CNN che gli Stati Uniti stanno cercando un modo per mantenere la loro presenza militare in Niger indipendentemente dal governo in carica.

#### 20 agosto
Diverse migliaia di persone manifestarono nuovamente a Niamey a sostegno della giunta, senza arrecare danni alle ambasciate. Lo stesso giorno, da Città del Vaticano, Papa Francesco espresse speranza per una soluzione pacifica alla crisi in Niger.

#### 21 agosto
Il presidente turco Recep Tayyip Erdoğan si è disse contrario a un intervento militare in Niger poiché la popolazione nigerina sembrava d'accordo con il trasferimento del potere nelle mani di Tchiani, mentre il Regno Unito annunciò invece il suo supporto alle possibili azioni dell'ECOWAS. Nel frattempo, circa 300 camion di rifornimenti, principalmente militari, arrivarono a Niamey dal Burkina Faso.

#### 27 agosto
il 27 agosto 2023 si verificarono ulteriori manifestazioni e proteste nei pressi della base militare francese di Niamey, chiedendo il ritiro dell'esercito francese e utilizzando slogan anti-ECOWAS, mentre si verificarono manifestazioni pro-giunta anche nelle regioni di Maradi e Tillabéri, oltre che nei vicini Benin e Burkina Faso.

### Settembre
Non si verificarono molti eventi significativi nel mese di settembre, poiché l'ECOWAS, nonostante il suo ultimatum fosse da tempo scaduto, non intervenne. In Niger si tennero altre numerose manifestazioni che chiedevano il ritiro dell'esercito francese dalla base di Niamey, cosa a cui la Francia rispose vietato a tutti i luoghi di cultura riceventi sovvenzioni dal governo francese di collaborare con artisti provenienti da Niger, Mali e Burkina Faso. Luoghi come i teatri nazionali francesi, i centri teatrali e coreografici sono stati tra quelli colpiti dal divieto. Il vicepresidente del sindacato delle imprese artistiche e culturali Bruno Lobé ha criticato la decisione del governo, definendola una "vera e propria catastrofe" per gli artisti e per "l'immagine della Francia". Tuttavia, dieci giorni dopo il presidente Macron annunciò il ritiro delle truppe francesi dal Niger entro la fine del 2023. Ha inoltre annunciato il richiamo dell'ambasciatore Sylvain Itté e di altro personale diplomatico nel Paese, che fecero ritorno in Francia il 27 settembre.

### Ottobre

#### Prima del ritiro francese
Il 5 ottobre 2023 il governo francese annunciò che avrebbe ritirato, in collaborazione con la giunta, le proprie truppe dalle basi militari situate in Niger. L'Algeria, inoltre, a inizio ottobre sospese la mediazione con la giunta nigerina in seguito a un incontro inconcludente tra il ministro degli esteri algerino Ahmed Attaf e il suo omologo a Niamey, e alle critiche del primo ministro Zeine sull'atteggiamento "manipolatore" dell'Algeria nei confronti della mediazione.

#### Dopo il ritiro francese
I primi soldati francesi lasciarono il Niger in un convoglio via terra sotto scorta locale in direzione del Ciad il 10 ottobre, mentre gli Stati Uniti riconobbero formalmente gli eventi del Niger come un colpo di stato e ritirarono circa 500 milioni di dollari in aiuti economici. La giunta, nel frattempo, ordinò la partenza di Louise Aubin, capo della missione diplomatica delle Nazioni Unite in Niger, entro 72 ore, mentre il ministero degli esteri accusò l'ONU di utilizzare "ostacoli" per impedire al Paese di partecipare all'Assemblea generale delle Nazioni Unite a settembre. Le prime truppe francesi ritirate giunsero finalmente nel Ciad il 19 ottobre. Il 24 febbraio 2024 gli stati dell'ECOWAS annunciarono l'immediata revocazione delle sanzioni precedentemente imposte contro il Niger per motivi umanitari, in un tentativo di promuovere il dialogo. Ciò pose fine alla crisi.

## Impatto
Almeno 4,3 milioni di persone in Niger hanno oggigiorno bisogno di aiuti, tra cui l'accesso a cibo, medicine e beni di prima necessità. Secondo le Nazioni Unite, la cifra è destinata ad aumentare con l'entrata in vigore delle sanzioni internazionali e la chiusura dello spazio aereo da parte della giunta. Il 1º settembre è stato riferito che è stato impedito a 7 300 tonnellate di aiuti alimentari di entrare nel Paese a causa delle sanzioni, mentre i prezzi dei prodotti alimentari sono aumentati di circa il 21%. Anche le esportazioni alimentari del Niger, in particolare quelle di cipolle, sono state colpite dalle sanzioni, con prezzi raddoppiati nei Paesi beneficiari vicini, come il Ghana. Citando gli effetti delle sanzioni, il Consiglio Nazionale per la Salvaguardia della Patria ha annunciato una riduzione del 40% del bilancio nigerino previsto per la fine del 2023, da 3,29 miliardi di franchi CFA a 1,98 miliardi di franchi CFA.